# Арагац
Арагац (јерм. Արագած; тур. Alagöz) је велика угашена вулканска купа (стратовулкан) од андезита и дацита који се налази на северозападу Јерменије, 40 км северозападно од престонице Јеревана. Са висином од 4.095 метара највиши је врх Јерменије и четврти по величини врх на целом Кавказу. Протеже се у правцу исток - запад у дужини од 40 км, док је ширина у правцу север - југ око 35 км.
На његовим падинама се налази велика Бјураканска опсерваторија и средњовековна тврђава Амберд.
Највиши врхови су испресецани ледницима. Раније се сматрало да је планина настала у холоцену, али на основу новијих истраживања утврђено је да је вулкан нешто старији и да датира из периода средњег и позног плеистоцена. С обзиром на чињеницу да нема доказа о ерупцијама у историјском периоду, Арагац се сматра угашеним вулканом.

## Врхови
Арагац јеп ланина облика конуса са пречником од око 200 км и састављен је од 4 планинска врха између којих се налази реликтни вулкански кратер дубине 350 м и ширине око 2,5 км. Највиши је северни врх (4.095 м), затим западни врх (4.007 м), источни (3.916 метара) и јужни врх (висине 3.879 метара).

## Занимљивости
- На падинама Арагаца, на висини од 1.490 метара се налази једна од највећи некадашњих совјетских опсерваторија Бјураканска опсерваторија (име добила по оближњем селу Бјуракан).[3]
- Тврђава Амберд је из VII века (са црквом из XI века) и веома је популарна међу туристима.

## Видети
- Списак вулкана у Јерменији